# Molekülspektroskopie
Die Molekülspektroskopie ist eine summarische Bezeichnung von spektroskopischen Methoden, die sich mit den Wechselwirkungen von Molekülen mit elektromagnetischen Feldern beschäftigen. Dazu zählt die Anregung von Rotations-, Schwingungs- und Elektronenzuständen in den Molekülen. Dies ermöglicht sowohl die Charakterisierung molekularer Eigenschaften wie Bindungslängen und -stärken, als auch die Identifizierung der atomaren Bestandteile.
Die beobachteten Molekülspektren sind im Gegensatz zu den Linienspektren der Atomspektroskopie sogenannte Bandenspektren. Sie bestehen aus so dicht gehäuften, einzelnen Linien, dass sie zusammengesetzte Gruppen (die „Banden“) bilden. Die Banden können sich wiederum überlappen. Ursache dafür ist, dass die Moleküle nicht nur durch Elektronenübergänge, sondern auch bei Schwingungen der Atome gegeneinander und Rotationen des Moleküls um eine seiner Achsen Energie absorbieren bzw. emittieren können.
Die grundlegenden Untersuchungen zur Molekülphysik wurden Anfang des 20. Jahrhunderts mit hochauflösenden Gitterspektralapparaten gemacht (siehe auch Gitterspektrometer). Heute werden hochgenaue Untersuchungen an Molekülen häufig mit laserspektroskopischen Verfahren durchgeführt.
Zur Molekülspektroskopie gehören folgende Methoden:
- Elektronenspinresonanz (ESR/EPR)
  - Elektron-Kern-Doppelresonanz (ENDOR)
- Fluoreszenzspektroskopie
  - Einzelmolekülfluoreszenzspektroskopie
- Frequenzmodulationsspektroskopie
- Kernresonanzspektroskopie (NMR, auch Hochfrequenzspektroskopie)
- Rotationsspektroskopie
- Schwingungsspektroskopie
  - hochauflösende Elektronenenergieverlustspektroskopie (HREELS)
  - Infrarotspektroskopie (IR)
  - Ramanspektroskopie
  - Summenfrequenzspektroskopie
- UV/VIS-Spektroskopie (UV/VIS)